# Euclidiodes stygiana
Euclidiodes stygiana là một loài bướm đêm trong họ Geometridae.